# پروانه کاظمی
پروانه کاظمی کوهنورد ایرانی است که به صورت مستقل چندین قله هشت هزار متری جهان را فتح کرده و نخستین زن در جهان است که در طول یک فصل، صعودی موفقیت‌آمیز به دو قله اورست و لهوتسه داشته است. وی با صعود به این دو قله در مدت یک هفته توانسته رکورد جهانی را کسب کند. پروانه کاظمی نخستین زن کوهنورد ایرانی است که قله‌های موستاق آتا، ماناسلو، اما دابلام، لهوتسه، ماکالو و دائولاگیری را صعود کرده و نخستین زن ایرانی به‌شمار می‌رود که به‌طور مستقل اورست را صعود کرده است.

## زندگی شخصی
پروانه کاظمی متولد سال ۱۳۴۹ در شهر تهران است. او در سال ۱۳۶۷ با رتبه ۲۰۰ در رشته ریاضی دانشگاه صنعتی شریف قبول شد و متأهل است.
پروانه کاظمی قبل از کوهنوردی مدتی معرق کاری می‌کرده است و مدتی هم بدمینتون بازی می‌کرده است.
به گفته خودش، یکی از بهترین خاطره‌های زندگی کوهنوردیش، دعوت به جشن تولد هفتاد سالگی رینولد مسنر، در تابستان ۲۰۱۴ بوده است.

## تمرینات ورزشی
پروانه کاظمی تمرینات بدنسازی منظمی دارد. مسافت‌های طولانی را می‌دود و به صورت منظم روزی دو ساعت تا دو ساعت نیم تمرین جدی در خانه دارد. ۱۰ کیلومتر دو روی تردمیل، شنای قدرتی و تمرینات کششی بخشی از فعالیت‌هایی است که او برای آمادگی بدنی انجام می‌دهد. وی هفته‌ای یک بار به کوهستان می‌رود و در زمستان بیشتر توچال را صعود می‌کند. معمولاً کوهنوردی و ورزش‌های آمادگی وی انفرادی است.

## صعودها
- ۱۳۸۹ موستاق آتا در چین با ارتفاع ۷۵۴۶ متر
- ۱۳۹۰ ماناسلو هشتمین قله دنیا با ارتفاع ۸۱۶۳ متر (نخستین زن ایرانی و سومین کوهنورد ایرانی صعودکننده)
- ۱۳۹۰ اما دابلام با ارتفاع ۶۸۵۶ متر (نخستین زن ایرانی و سومین کوهنورد ایرانی صعودکننده)
- ۱۳۹۲ اورست و لهوتسه (به‌ترتیب اولین و چهارمین قله دنیا با ارتفاع ۸۸۴۸ و ۸۵۱۶ متر) در یک هفته و یک تلاش برای صعود (رکورد جهانی به عنوان نخستین زن کوهنورد)
- ۱۳۹۲ کانچن جونگا سومین قله بلند دنیا با ارتفاع ۸۵۸۶ متر (صعود تا ارتفاع ۸۲۰۰ متر، بدون فتح قله)
- ۱۳۹۳ دائولاگیری هفتمین قله دنیا با ارتفاع ۸۱۶۷ متر (صعود تا ارتفاع ۷۲۵۰ متر، بدون فتح قله)
- ۱۳۹۴ ماکالو پنجمین قله جهان با ارتفاع ۸۴۸۵ متر (صعود ناتمام به دلیل زمین‌لرزه ۲۰۱۵ نپال)
- ۱۳۹۵ ماکالو پنجمین قله جهان با ارتفاع ۸۴۸۵ متر (فتح قله و صعود بدون اکسیژن کمکی تا ارتفاع ۷۶۰۰ متری)
- ۱۳۹۶ دائولاگیری هفتمین قله دنیا با ارتفاع ۸۱۶۷ متر[۶]

## رکوردها
- نخستین کوهنورد زن ایرانی فاتح موستاق آتا، ماناسلو، اما دابلام، لهوتسه، ماکالو ودائولاگیری
- نخستین کوهنورد زن مستقل ایرانی فاتح اورست
- نخستین کوهنورد سال ۲۰۱۲ بر روی اورست
- نخستین کوهنورد زن صعودکننده به اورست و لوتسه طی یک فصل و یک هفته در دنیا[۷]